# Core furastiero
Core furastiero è una canzone in lingua napoletana, musicata da Alfredo Melina su versi di E. A. Mario, e pubblicata nel 1923.

## Storia
Nell'autunno del 1922, E.A. Mario intraprese il suo primo viaggio negli Stati Uniti per risolvere questioni legate al copyright delle sue opere. Sotto la presenza imponente della Statua della Libertà, si trovò a difendere i suoi diritti d'autore, poiché alcuni si erano appropriati indebitamente delle sue canzoni. Durante il soggiorno a New York, E.A. Mario non si limitò a proteggere i suoi interessi, ma strinse legami con molti connazionali italiani che cercavano fortuna oltre oceano. Tra questi, ebbe l'opportunità di incontrare Alfredo Melina, un fotografo napoletano di grande talento, noto per le sue collaborazioni con Walt Disney. In un'occasione informale durante un pranzo, Melina condivise con Mario un testo intriso di nostalgia: erano le parole di Core furastiero. La lettura dei versi colpì profondamente E.A. Mario, che decise di musicarli.

## Interpretazioni
Il primo interprete della canzone fu Gennaro Pasquariello.
Seguirono numerose interpretazioni di artisti napoletani e non, quali:
- Sergio Bruni
- Aurelio Fierro
- Roberto Murolo
- Nino Nipote
- Nino Taranto
- Mario Abbate
- Mario Merola